# Sagrada Biblia de Magaña
La Sagrada Biblia de Magaña es una traducción católica de la Biblia hecha por el sacerdote mexicano Agustín Magaña Méndez (1887-1982). También es conocida como Biblia Magaña.

## Historia
Los paulinos mexicanos obtuvieron el imprimatur para la edición de “la Sagrada Biblia” en 1953. Aunque en ese año perdió el ojo menos cegarra, Magaña empezó su traducción de la Biblia al lenguaje popular de México con ayuda de la lupa.
El sacerdote zamorano publicó su traducción del Nuevo Testamento el 6 de julio de 1975, y luego completó la versión completa de la Sagrada Biblia en 1978. Desde 1978, su versión de la Biblia, editada muchas veces, ha conseguido vender cientos de miles de ejemplares en pocos años. Seguidamente esta traducción de la biblia completa fue revisada y ampliada en la edición 105.ª, publicada en noviembre de 2002, con el título “Biblia Sagrada. Edición Pastoral”.

## Características de la versión
“Adorarás al Señor tu Dios y a Él solo darás culto.” 

(Mateo 4:10 - Biblia Magaña)
La intención del traductor fue presentar al pueblo “un texto de lectura fácil, claro y preciso y digno de la Palabra salvadora”. El Antiguo Testamento es traducción secundaria de versiones antiguas y modernas.  El Nuevo Testamento viene del texto en koiné y fue cotejado con otras traducciones. Las introducciones fueron tomadas de una edición española de la Santa Biblia, del Centro de Ediciones Paulinas. La edición 105.ª de 2002 tiene introducciones y notas elaboradas por un equipo de biblistas de la Universidad Pontificia de México.